# Brandstifter (2009)
Brandstifter ist ein in Österreich und der Schweiz produziertes Kurzfilm-Drama von Felix von Muralt aus dem Jahr 2009. Die Hauptrollen wurden mit Carlos Leal und Melanie Winiger besetzt.

## Handlung
Von einem Kaffeehaus in Wien aus will Luc Bosset, frisch verliebt in Karina, Zigaretten kaufen gehen. Auf dem Weg zur Trafik bemerkt er eine in Flammen stehende Wohnung und wird von einigen Polizisten herangewunken, die ihn auffordern, sich auszuweisen. Zudem muss er seine Taschen leeren, wo er sein Feuerzeug aufbewahrt, das er als Raucher benötigt.
Die Beamten verbringen ihn sodann aufs Polizeirevier und sperren ihn in einer Ausnüchterungszelle ein. Dort befindet sich bereits ein Obdachloser, der schnarchend auf einer Pritsche liegt. In den nun folgenden zwei Tagen wird Luc immer wieder vernommen, übereifrige Polizisten versuchen ihn dazu zu bringen, zu gestehen, dass er das Feuer gelegt hat. In ihrer Übereifrigkeit übertreffen sich die einzelnen Beamten, obwohl natürlich auch die Tatsache, dass Luc ein Feuerzeug in seiner Hosentasche hatte, kein Beweis ist, dass er tatsächlich etwas mit dem Brand zu tun hat, sondern bestenfalls ein Indiz.

## Produktion

### Produktionsnotizen
Der Film der Langfilm Bernard Lang AG entstand in Koproduktion mit der KGP Wien, FTK Zürich und der Teleclub AG. Die Dreharbeiten fanden in Wien in Österreich statt.

### Hintergrund
Laut Aussage des Regisseurs Felix von Muralt beruht die Handlung des Films auf einer wahren Begebenheit, die sich in den 1990er Jahren ereignete. Von Muralt unterstrich die Hoffnung, die er für den Film hegte, folgendermaßen: „Dennoch hoffe ich, dass der Film über die österreichischen Verhältnisse hinaus verstanden wird, er könnte auch gut anderswo angesiedelt werden!“

### Veröffentlichung
Im schweizerischen Zürich wurde der Film am 20. März 2009 veröffentlicht.

Auf den nachfolgend aufgeführten Festivals lief der Film als Beitrag:
- 2009: Locarno, 62. Festival del film Locarno
- 2009: Genève, 15e Cinéma Tous Ecrans – Festival international du cinéma et de télévision
- 2009: 8. Festival Internacional de Cortometrajes Almeria
- 2009: Internationales Rights Film Festival, Kharkiv, Ukraine
- 2010: Saarbrücken, 31. Filmfestival Max Ophüls Preis Saarbrücken
- 2010: Solothurn, Solothurner Filmtage
- 2010: Palm Springs, 16th Palm Springs Short Film Festival
- 2010: Nenzing, 25. Filmfestival Alpinale in Nenzing
- 2011: Landshut, 12. Landshuter Kurzfilmfestival
- 2011: New York, 8th Be Film The Underground Film Festival[3]

## Auszeichnungen
- 2009: Locarno Film Festival Nominierung für den Golden Pardino – Leopards of Tomorrow
in der Kategorie „National Competition“ für Felix von Muralt
- 2009: Internationales Rights Film Festival, Kharkiv, Ukraine, lobende Erwähnung[2]
- 2010: Beim Fipatel Biarritz erhielt der Film eine lobende Erwähnung durch die Jury[2]